# Zuchering
Zuchering ist ein Stadtteil von Ingolstadt, einer kreisfreien Großstadt in Bayern. Die ehemals selbstständige Gemeinde Zuchering wurde mit ihren Gemeindeteilen Winden (1971 eingegliedert) und Seehof sowie der Einöde Sonnenbrücke zum 1. Juli 1972 nach Ingolstadt eingemeindet.
Zuchering gehört zum Stadtbezirk Süd von Ingolstadt.

## Geschichte
Auf dem Baugebiet Zuchering-Ost wurde ein urnenfelderzeitliches Gräberfeld gefunden. Auf dem gleichen Areal wurden auch Siedlungsspuren aus der Merowingerzeit ergraben.

## Baudenkmäler
In die amtliche Denkmalliste sind die Pfarrkirche St. Blasius, das Pfarrhaus von 1791, eine Wegkapelle aus dem 19. Jahrhundert sowie drei Häuser eingetragen.
Siehe auch: Liste der Baudenkmäler in Zuchering

## Pfarrei und Kirche
Die Katholische Pfarrei St. Blasius in Zuchering umfasst auch die Filialen Winden und Hagau; sie gehört zum Dekanat Pfaffenhofen im Bistum Augsburg.

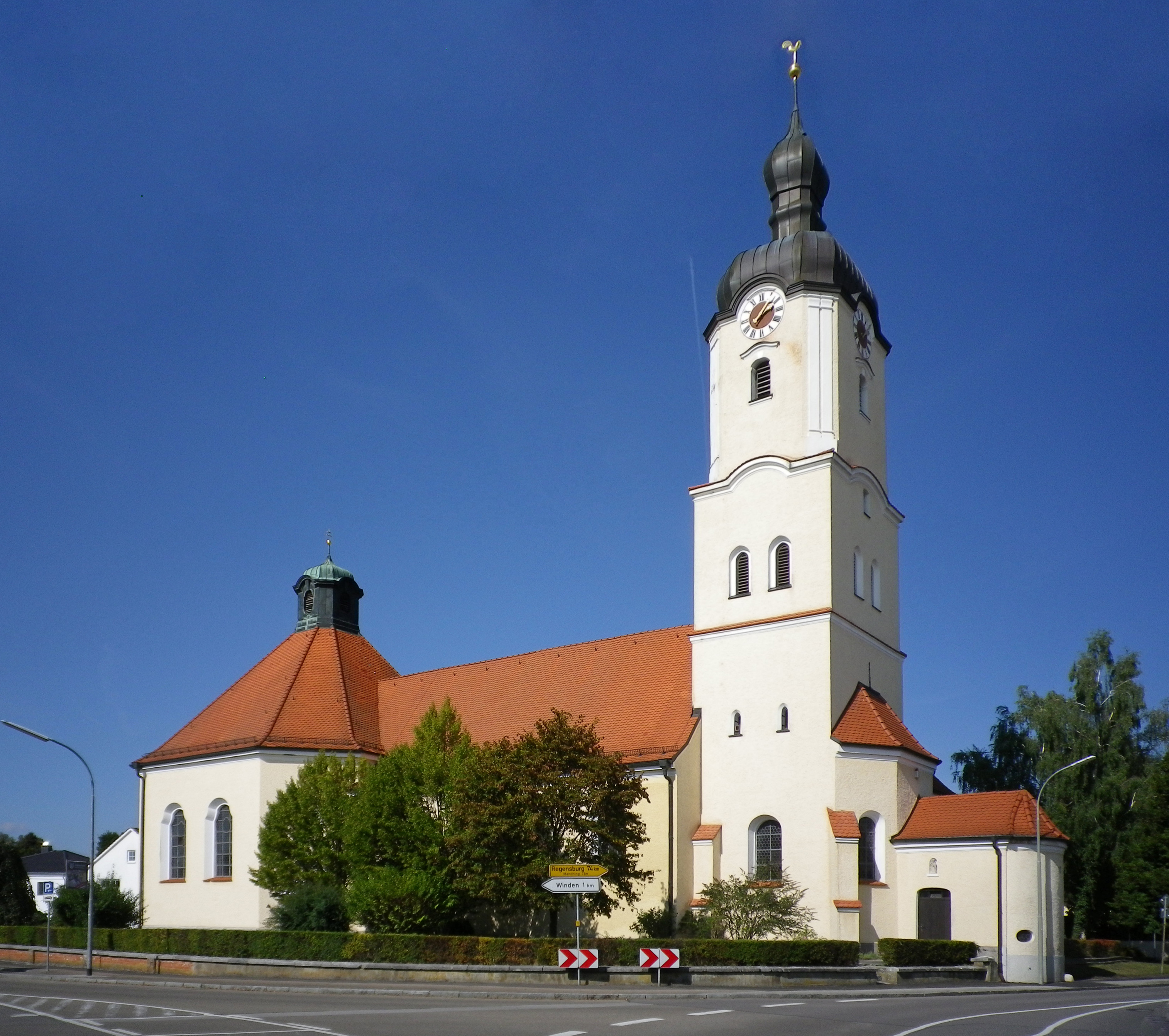
Kirche Sankt Blasius

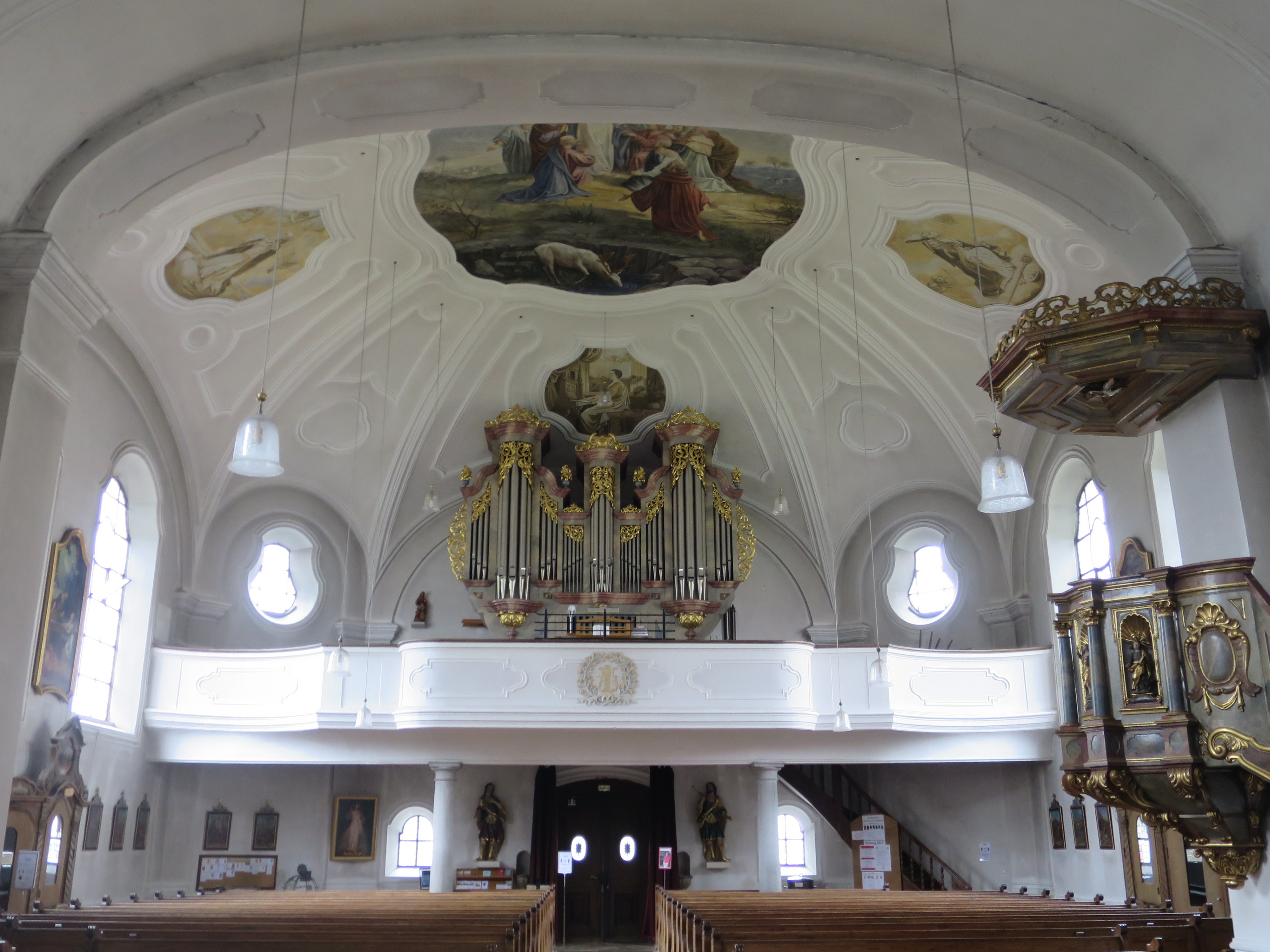
Innenansicht der Kirche

Die Pfarrkirche St. Blasius ist eine ehemalige mittelalterliche Chorturmanlage. Das Langhaus wurde 1717 barock erweitert und verändert, der Anbau in Form eines Achtecks ist neubarock und 1914 errichtet worden.